# Histioteuthis
Famille
Genre
Les calmars bijoux ou calmars joyaux forment la famille Histioteuthidae composé uniquement du genre Histioteuthis.
Ce sont essentiellement des calmars abyssaux, et certains comme le calmar fraise (Histioteuthis heteropsis) sont équipés d'yeux différenciés, un énorme regardant au-dessus et un plus petit regardant au-dessous.

## Liste des espèces
Selon World Register of Marine Species (17 février 2016) :
- Histioteuthis arcturi (Robson, 1948)
- Histioteuthis atlantica (Hoyle, 1885)
- Histioteuthis bonnellii (Férussac, 1835)
- Histioteuthis celetaria (G. Voss, 1960)
- Histioteuthis corona (N. Voss & G. Voss, 1962)
- Histioteuthis eltaninae N. Voss, 1969
- Histioteuthis heteropsis (Berry, 1913)
- Histioteuthis hoylei (Goodrich, 1896)
- Histioteuthis macrohista N. Voss, 1969
- Histioteuthis meleagroteuthis (Chun, 1910)
- Histioteuthis miranda (Berry, 1918)
- Histioteuthis oceani (Robson, 1948)
- Histioteuthis reversa (Verrill, 1880)

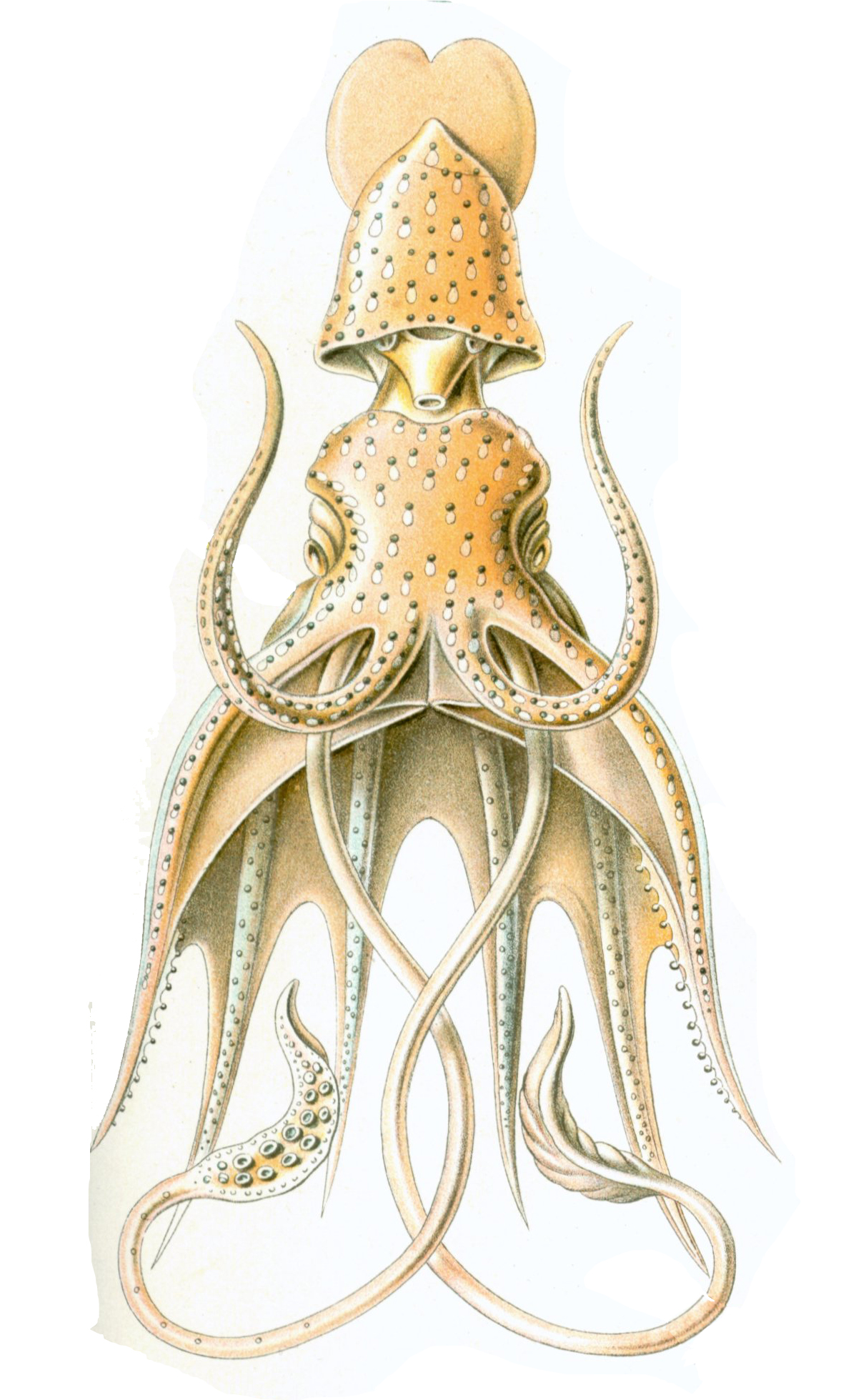
Histioteuthis bonnellii'
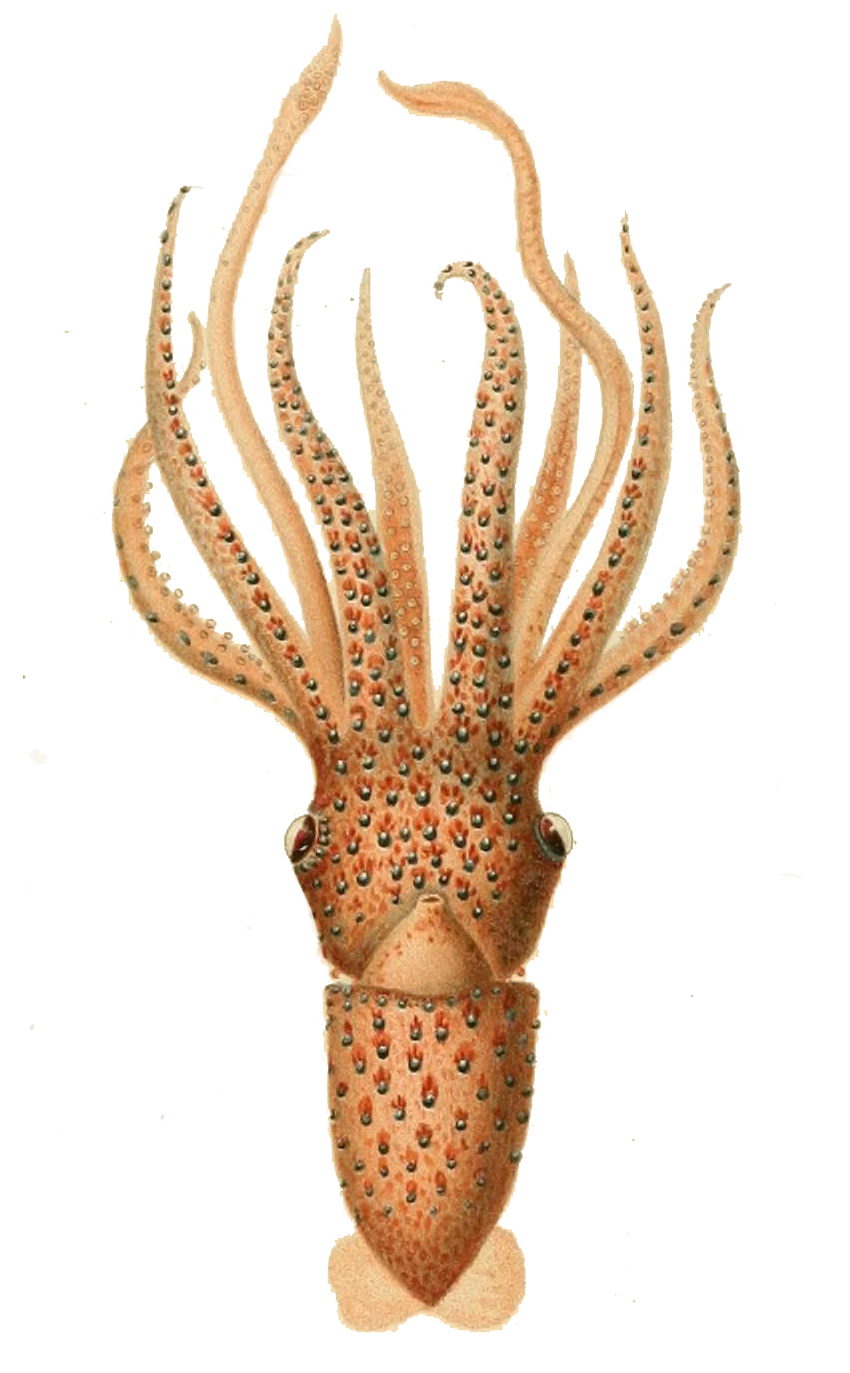
Histioteuthis hoylei
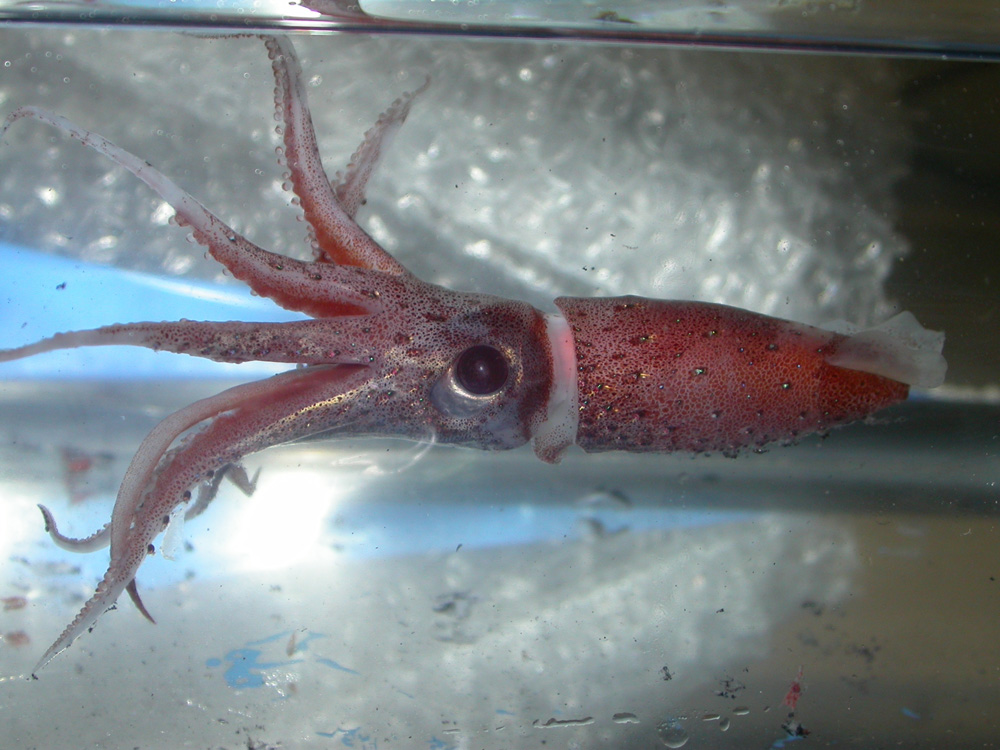
Histioteuthis reversa